# Блида (покрајина)
Блида (арап. ولاية البليدة), једна је од 48 покрајина у Народној Демократској Републици Алжир. Покрајина се налази у северном делу земље у планинском појасу венца Атласа.
Покрајина Блида покрива укупну површину од 1.479 km² и има 1.009.892 становника (подаци из 2008. године). Највећи град и административни центар покрајине је град Блида.